# 艾倫氏異齒䲁
艾倫氏異齒䲁（學名：Ecsenius alleni），又稱艾倫氏無鬚䲁，為輻鰭魚綱鳚形目䲁科異齒䲁屬的一種，分布於西太平洋西澳大利亞羅利淺灘的斯科特礁、克拉克礁和美人魚礁海域，深度1至35公尺，本魚體延長，稍側扁，似圓柱狀；頭鈍短。前鼻孔具一鼻鬚；無眼上鬚及頸鬚，齒門牙41至50顆，後犬齒，兩側各一個，側線無垂直孔對，體色深褐色，下半身是白色的，胸鰭基部有一個大的藍黑色眼斑，背部有一連串的黑色條紋，一直延伸到側面的褐色條紋，眼睛和前額上有水平的白色條紋，背鰭硬棘12枚、背鰭軟條13-14枚、臀鰭硬棘2枚、臀鰭軟條14-16枚，體長可達3.4公分，棲息在水淺的潟湖及臨海礁石區，雌魚產附著性卵，雄魚有護卵行為，幼魚為浮游性，生活習性不明。